# 1. Fußball-Bundesliga 1973-74
Bundesligaen 1974-75 var den 12. sæson i ligaens historie - Vesttysklands bedste række. Turneringen begyndte den 24. august 1974 og sluttede den 14. juni 1975. FC Bayern München var forsvarende mestre.
Borussia Mönchengladbach med danske Allan Simonsen i truppen vandt mesterskabet. Simonsen scorede 18 mål i sæsonen. 
Topscorer i ligaen blev Jupp Heynckes fra Borussia Mönchengladbach med 27 mål. 